# Rivian

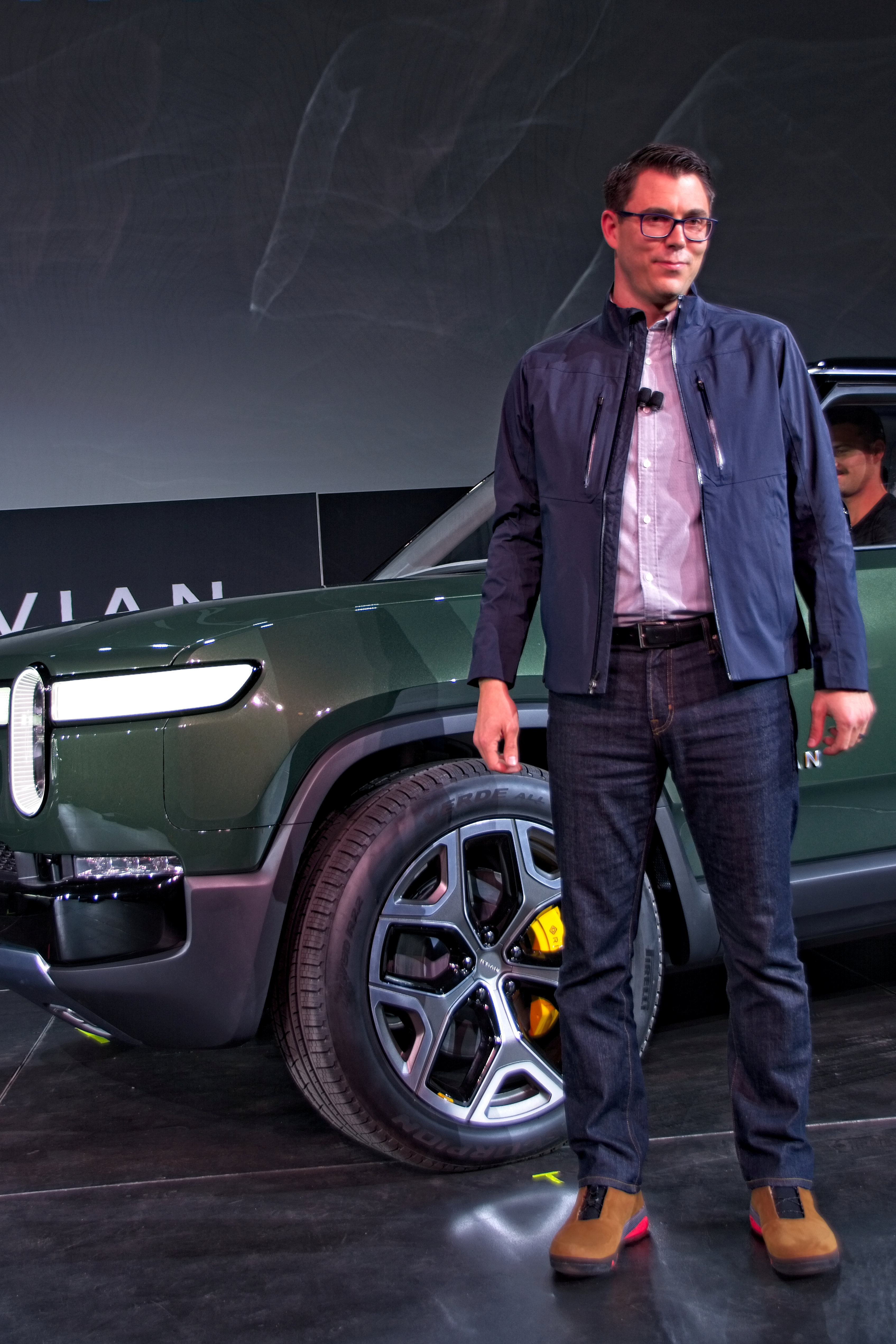
Scaringe bei der Vorstellung des R1S, Autoshow Los Angeles, November 2018

Rivian Automotive, Inc. ist ein börsennotierter US-amerikanischer Hersteller von Elektroautos mit Sitz in Irvine, Kalifornien. Er bietet zwei E-Modelle an, einen SUV sowie einen Pick-up; außerdem hat er für Amazon ein elektrisches Lieferfahrzeug entwickelt.

## Geschichte
Das Unternehmen wurde 2009 von Robert „RJ“ Scaringe gegründet.
2020 wurde Rivian vom Konkurrent Tesla des Diebstahls von Geschäftsgeheimnissen beschuldigt und wegen unfairen Wettbewerbs verklagt. Tesla warf Rivian eine "alarmierende Strategie" zur Mitarbeiter-Abwerbung vor, um vertrauliche Informationen zu erhalten. Rivian wies den Vorwurf zurück.
Rivian ging 2021 an die New Yorker Technologiebörse NASDAQ und nahm 11,9 Milliarden US-Dollar Kapital auf, was den Börsengang zum größten des Jahres 2021 machte. Zum Zeitpunkt des Börsengangs hatte das Unternehmen 56 Elektro-Pick-ups der Modellreihe R1T produziert und 42 ausgeliefert, und seit Beginn des Jahres 2020 rund zwei Milliarden Dollar Verlust verzeichnet.

Bedeutende Aktionäre waren Soros Fund Management, das für rund 2 Milliarden US-Dollar fast 20 Millionen Aktien erwarb, Amazon, das über 1,3 Milliarden Dollar  investierte und nach dem Börsengang knapp über 17 % der Stimmrechte hielt, sowie Ford mit einem Investment von 820 Millionen Dollar für knapp 11 % der Stimmrechte. Der Gründer RJ Scaringe besaß 9,5 % der Stimmrechte und 1,1 % Anteil am Kapital.
Im November 2021 verkündeten Ford und Rivian das Ende ihrer Zusammenarbeit. 2022 verkaufte Soros Fund Management die Rivan-Aktien für nur 18 US-Dollar pro Stück mit  mehr als 1 Milliarde US-Dollar Verlust.

Das bedeutete das Aus für zwei Fahrzeuge, die gemeinsam entwickelt werden sollten. Im 2. Quartal 2023 kostete ein Auto von Rivian rund 80.000 US-Dollar. Aufgrund der teuren Fertigung machte Rivian pro Auto 33.000 US-Dollar Verlust.
Am 25. Juni 2024 gab Rivian bekannt, mit dem Volkswagen-Konzern ein Unternehmen zu gründen, an dem sich beide Unternehmen zu gleichen Teilen beteiligen. VW übernahm sofort 1 Milliarde US-Dollar über eine unbesicherte Wandelanleihe, die ab 1. Dezember 2024 in Rivian-Aktien umgetauscht wurde. VW wurde zweitgrößter Aktionär nach Amazon mit seinem 16%-Anteil. VW investiert 2025 und 2026 weitere 2 Milliarden US-Dollar in Rivian-Aktien und bringt weitere 2 Milliarden US-Dollar bei der Gründung des Unternehmens als im Jahr 2026 verfügbares Darlehen in das Joint Venture ein.

## Modelle

### R1T und R1S
Das Pick-up-Modell R1T und das SUV-Modell R1S wurden 2018 auf der LA Auto Show vorgestellt. Die ursprünglich ab Ende 2020 geplante Produktion wurde im September 2021 gestartet.
Der R1T und der R1S verfügen über Allradantrieb; jedes Rad hat einen separaten Motor. Das 2,65 Tonnen schwere Fahrzeug ermöglicht so mehrere Tonnen Anhängelast. Beide Modelle sind teilautonom Level 2 und für den Straßenverkehr sowie für Geländefahrten ausgelegt.
2019 wurde bekannt, dass die Ford-Tochter Lincoln ein SUV auf Basis der Rivian-Technik 2022 auf den Markt bringen wollte.

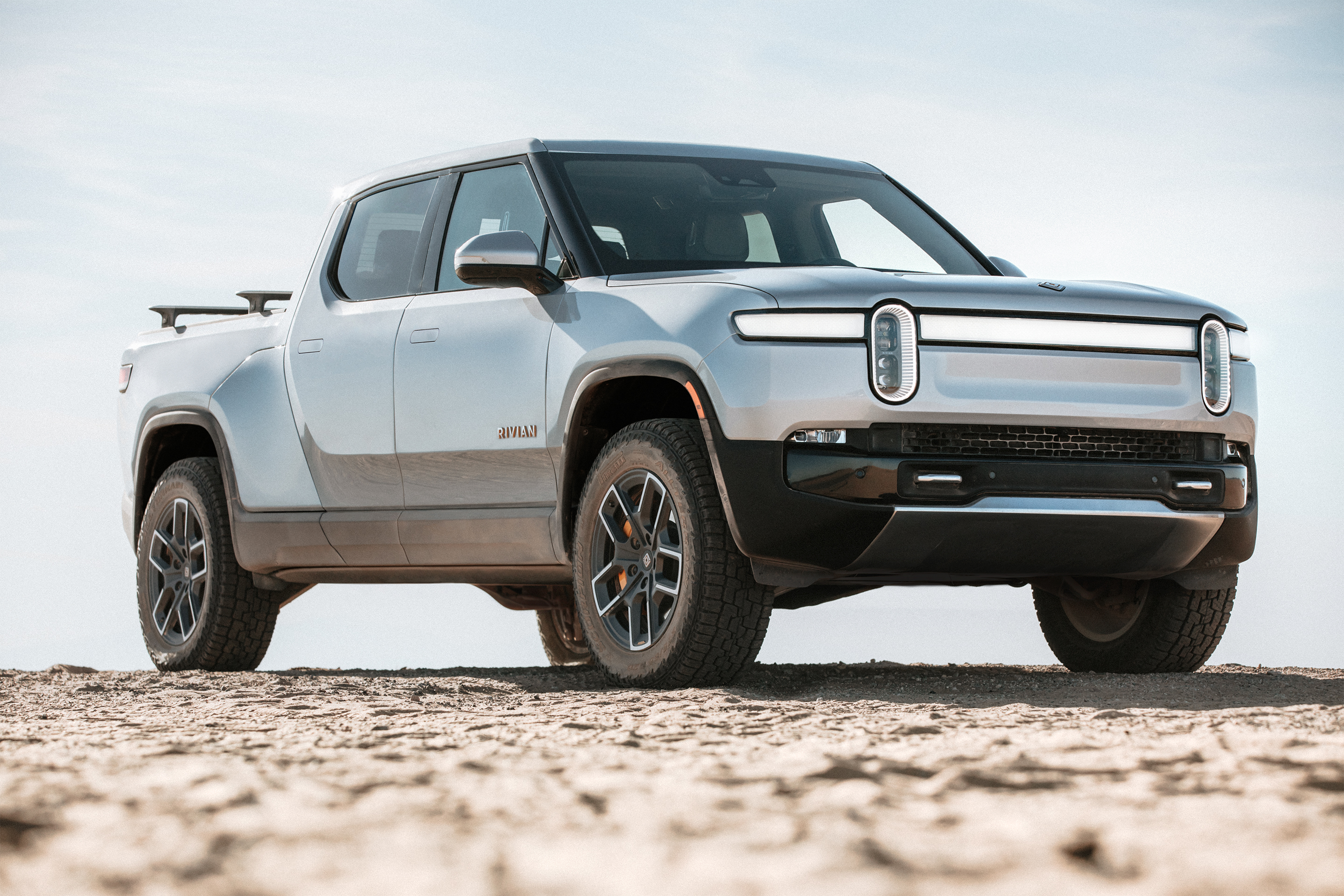
Rivian R1T Pickup
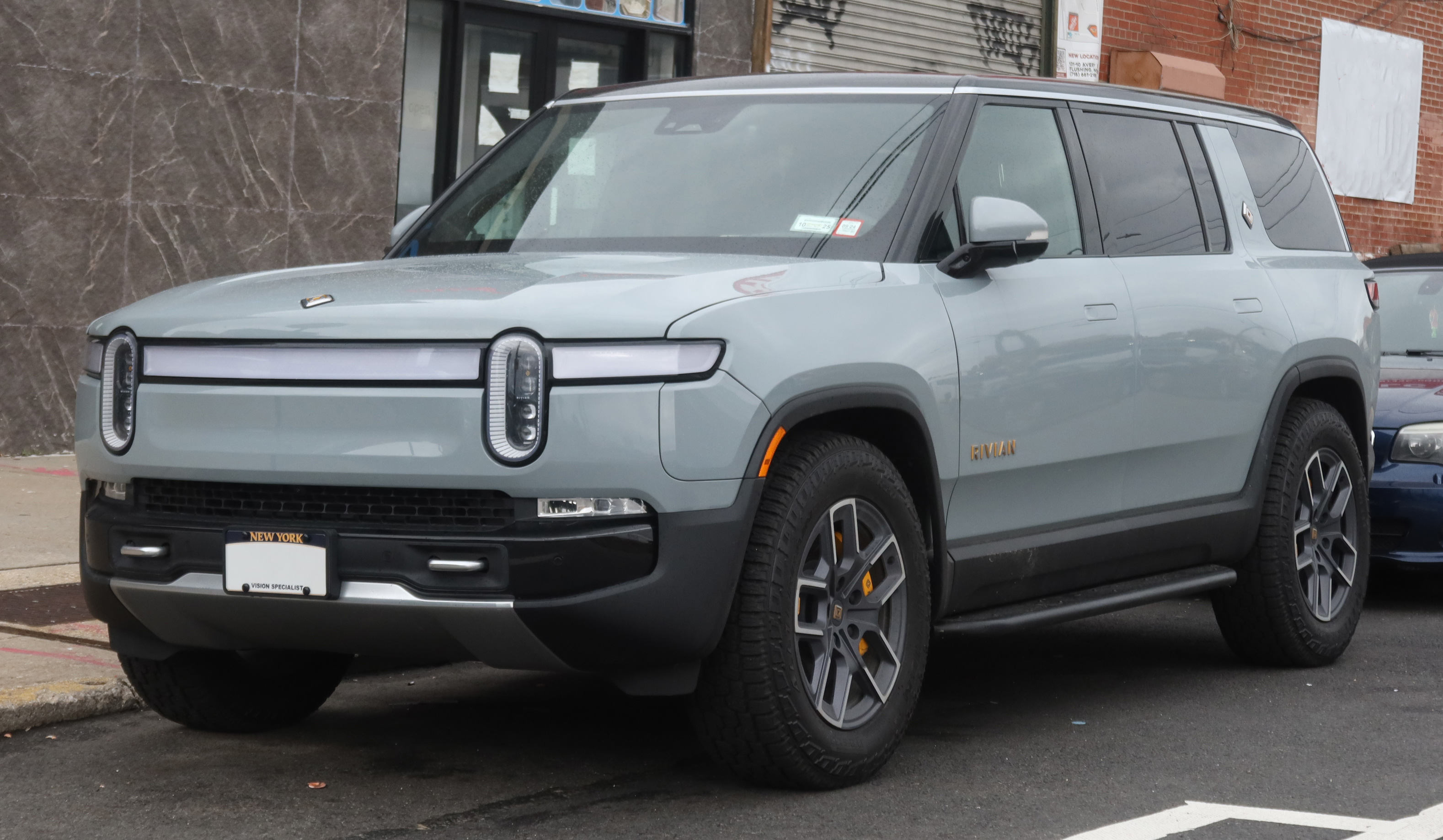
Rivian R1S SUV

### R2
Kleiner als der R1 ist der R2, der im März 2024 vorgestellt wurde. Die Produktion dieses SUV soll im ersten Halbjahr 2026 beginnen.

### R3
Ebenfalls im März 2024 präsentierte Rivian den Kompaktwagen R3.

### EDV

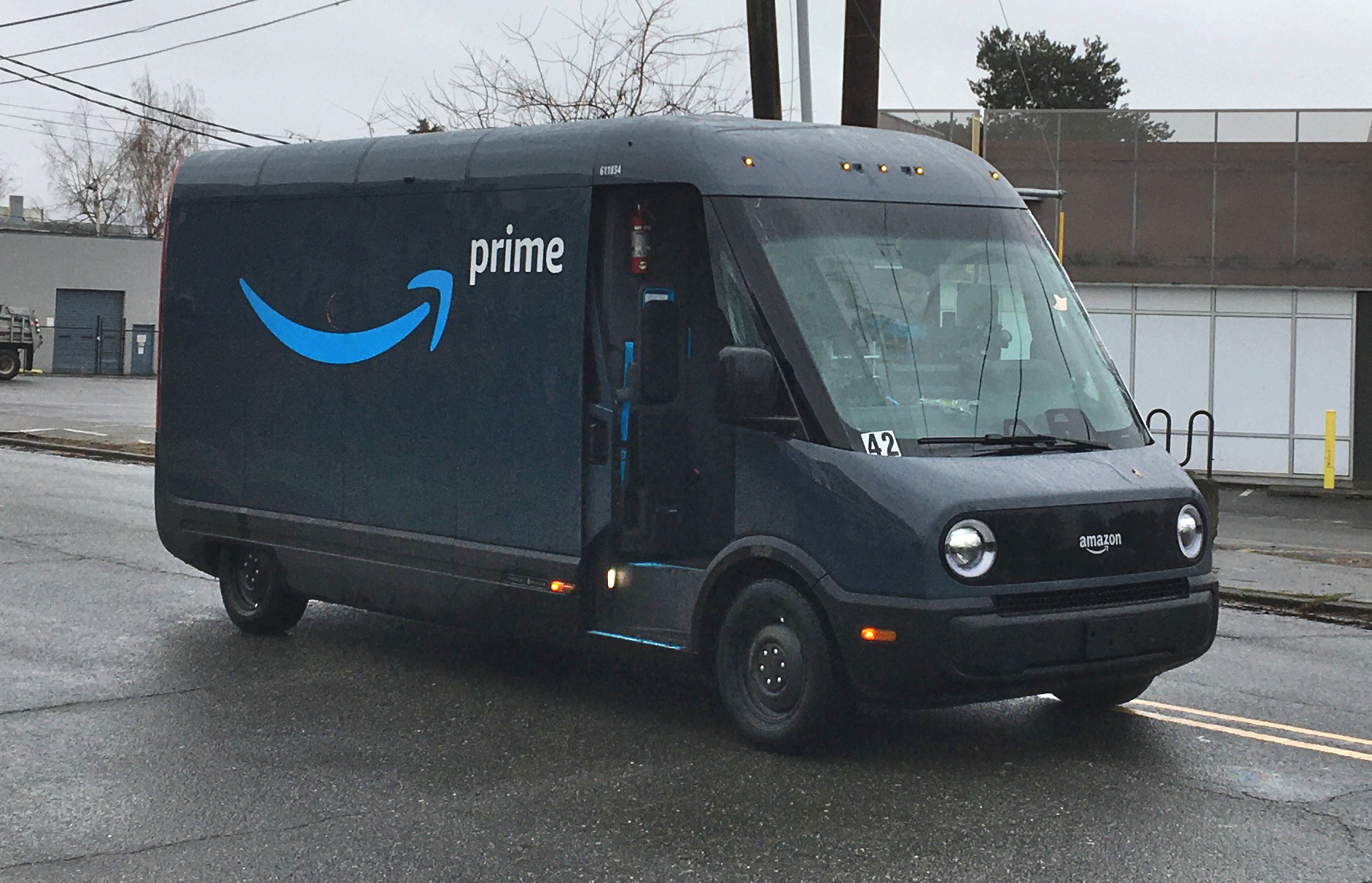
Rivian EDV (Electric Delivery Van)

2019 kündigte der Internetkonzern Amazon eine Zusammenarbeit mit Rivian an. Jeff Bezos, Gründer von Amazon, gab im September 2019 Pläne bekannt, wonach bis 2024 80 % und bis 2030 100 % des Energiebedarfes seines Unternehmens aus regenerativen Quellen stammen. Für die Auslieferung kündigte Amazon die Bestellung von 100.000 elektrischen Lieferwagen an, die Rivian von 2021 bis 2030 liefere.
Hierzu investierte Amazon in das Unternehmen. Gemeinsam wurden elektrisch fahrende Lieferwagen entwickelt und die erste Modellserie im Oktober 2020 vorgestellt.
Dabei wurden Sicherheit und Funktionalität in der Paketzustellung berücksichtigt. Zahlreiche Sensoren sowie Straßen- und Verkehrsassistenzsysteme ermöglichen Sicherheits- und Navigationsfunktionen. Kameras bieten eine 360-Grad-Rundumsicht. Alexa wurde für die Sprachsteuerung integriert. Offiziell tragen die Lieferwagen den Namen Rivian EDV (Electric Delivery Van). Anfang 2021 wurde der Einsatz erster Fahrzeuge in San Francisco getestet. Seit Juli 2022 sind die ersten Fahrzeuge für Amazon in Betrieb. Für europäische Städte wurde eine kürzere und schmalere Version des Autos entwickelt. Ab Sommer 2023 werden 300 Fahrzeuge in München, Berlin und Düsseldorf eingesetzt.
Im Oktober 2023 wurde das exklusive Abkommen mit Amazon für Lieferung des EDVs beendet. Daher darf Rivian weitere Geschäftskunden finden. Im Dezember 2023 kündigte AT&T an, dass die Firma  als Teil eines Probelauf Rivian EDVs bestellte.

## Ladenetz
Im März 2021 kündigte Rivian an, bis Ende 2023 ein Netz öffentlicher Ladestationen in den Vereinigten Staaten und Kanada aufzubauen. Ähnlich wie der Konkurrent Tesla plant das Unternehmen, eine Kombination aus Schnellladestationen und langsameren Destination Chargern anzubieten und auch Wallboxen für zuhause zu verkaufen.

## Mitarbeiter
Rivian beschäftigte im Februar 2019 über 750 Mitarbeiter weltweit,
ein bekannter Mitarbeiter war zum Beispiel der ehemalige Apple-Vizepräsident Mike Bell, der Rivian jedoch nach neun Monaten wieder verließ.
Neben dem Sitz in Plymouth (Michigan) und einem Werk in Normal (Illinois) bestehen Standorte in San José (Kalifornien), Irvine (Kalifornien), Carson (Kalifornien), Woking (England) und Vancouver (Kanada).

## Fahrzeugverkäufe
Die Zahl der ausgelieferten Fahrzeuge hat sich wie folgt entwickelt:
| Quartal                    |         |  | Stück  |        |
| 2021 Q4                    | 2021 Q4 |  | 909    | 909    |
| 2022 Q1                    | 2022 Q1 |  | 1.227  | 1.227  |
| 2022 Q2                    | 2022 Q2 |  | 4.467  | 4.467  |
| 2022 Q3                    | 2022 Q3 |  | 6.584  | 6.584  |
| 2022 Q4                    | 2022 Q4 |  | 8.054  | 8.054  |
| 2023 Q1                    | 2023 Q1 |  | 7.946  | 7.946  |
| 2023 Q2                    | 2023 Q2 |  | 12.640 | 12.640 |
| 2023 Q3                    | 2023 Q3 |  | 15.564 | 15.564 |
| 2023 Q4                    | 2023 Q4 |  | 13.972 | 13.972 |
| 2024 Q1                    | 2024 Q1 |  | 13.588 | 13.588 |
| 2024 Q2                    | 2024 Q2 |  | 13.790 | 13.790 |
| 2024 Q3                    | 2024 Q3 |  | 10.018 | 10.018 |
| 2024 Q4                    | 2024 Q4 |  | 14.183 | 14.183 |
| 2025 Q1                    | 2025 Q1 |  | 8.640  | 8.640  |
| 2025 Q2                    | 2025 Q2 |  | 10.661 | 10.661 |
| Verkaufszahlen pro Quartal |         |  |        |        |

## Trivia
Als die Kapsel New Shepard des Unternehmens Blue Origin von Amazon-Gründer Jeff Bezos im Oktober 2021 zum zweiten Mal einen bemannten ballistischen Flug bis in 100 km Höhe machte, wurden die Passagiere mit Kfz von Rivian antransportiert. Blue Origin steht im Wettstreit mit dem Unternehmen SpaceX, dessen Gesellschafter Elon Musk auch CEO des Rivian-Konkurrenten Tesla ist.